# Aquarius horizontalis
Aquarius horizontalis (лат.) — травянистое растение рода Аквариус (Aquarius) семейства Частухоцветные. Более известно под базионимом эхинодо́рус горизонта́льный (лат. Echinodorus horizontalis), поскольку до 2018 года было отнесено к роду Эхинодорус (Echinodorus).

## Описание
Травянистое гелофитное многолетние растение.  Листья сердцевидной формы собраны в прикорневую розетку без стебля. Молодые листья имеют ярко-красную окраску. Листовые пластины перпендикулярны черенкам. Корневая система сильная, распространяется на большое расстояние. Куст достигает в высоту 20—25 сантиметров. В природе встречается в Южной Америке, в бассейне реки Амазонки.

## Культивирование
При содержании растения в аквариуме оптимальная температура составляет 22—24 °C, при температуре 26—28 °C наблюдаются два ярко выраженных периода покоя по 1—1,5 месяца, когда требуется снижение температуры до 20 °C. Вода может быть как очень мягкой (от 2 немецких градусов), так и умеренно жёсткой (до 16°), pH должен быть близок к нейтральным или слабощелочным (7—8). В кислой воде растение погибает после периода бурного роста. Необходима периодическая подмена части воды. Необходимо частое внесение микроэлементов, в особенности солей железа, а при частой подмене воды и чистке грунта — азотные минеральные удобрения. 
Растение может погибнуть от избытка ионов натрия, поэтому внесение натриевой селитры и поваренной соли недопустимо. Освещение должно быть очень сильным, обязательно верхним. Световой день должен составлять около 12 часов. К питательности и размеру частиц грунта растение нечувствительно, естественного образования ила достаточно, однако в грунт желательно добавлять небольшое количество глины. 
Растение может также расти в палюдариуме. Грунт необходим питательный, освещение яркое, рассеянное. Внешне растение, выращенное в воздушной среде, практически не отличается от водной формы. 
В аквариуме  размножается чаще всего вегетативно, образуя цветочные стрелки, на которых появляются дочерние растения (по 1—2 на кончике каждой стрелки), молодые растения можно отделять от материнского после того, как у них образуются 2 листа, пересадив их в неглубокую посуду со смесью песка, ила и глины. Иногда на цветоносах образуются бутоны, раскрывающиеся под водой и происходит самоопыление, но получившиеся семена всходят редко. Чаще удаётся прорастить семена, полученные при искусственном опылении.